# Meeresleuchten (Film)
Meeresleuchten ist ein deutscher Fernsehfilm aus dem Jahr 2021. In der Hauptrolle spielt Ulrich Tukur einen Familienvater, der nach dem Tod seiner Tochter in seiner Trauer einen Neuanfang an der Ostseeküste wagt.

## Handlung
Als Thomas und Sonja Wintersperger die ersten Nachrichten von einem Flugzeugabsturz über der Ostsee mitbekommen, haben sie noch ein wenig Hoffnung, dass sich ihre Tochter auf einem anderen Flug von Japan nach Deutschland befand. Doch alsbald wird aus ihrem Tod traurige Gewissheit. Die beiden nehmen an einer Trauerfeier an der Ostseeküste teil, wenige Kilometer vom Absturzort entfernt. Auf der Rückfahrt ins Hotel wird es Thomas im Bus zu viel, er muss aussteigen und möchte allein zurücklaufen. Hierbei trifft er den alten Max, der ihn in den Ort Maalsund mitnimmt, wo er sich mit einigen Bewohnern anfreundet und spontan entscheidet, dort eine Nacht zu verbringen. Am nächsten Morgen kauft er kurzerhand einen kleinen Laden am Hafen des Orts sowie ein Boot, damit er hier seiner Tochter nahe sein könne. Dadurch lässt der erfolgreiche Unternehmer alles hinter sich. Seine Frau geht anders mit der Trauer um, sie scheut den Ort der Erinnerung, sodass sich die Eheleute entzweien.
Thomas wird mit seinem Laden samt Gaststätte ein wichtiger Begegnungspunkt in dem kleinen Ort, aus dem viele Bewohner wegziehen. Mittlerweile hat er auch Wiebke im Laden angestellt. Er hört seinen Stammkunden zu und gibt ihnen Rat. Dazu gehören Max, der sich liebevoll um seine Enkelin kümmert, oder die schrullig-liebenswürdige Rena, die eine Menge zu erzählen weiß, aber ihrem verstorbenen Mann immer noch Essen zubereiten möchte. Ihre Enkelin Nina ist erfolgreiche Tänzerin, deshalb ist sie ständig in der Welt unterwegs. Künstler Matti kümmert sich um ihre Villa und hilft Thomas mit seinem Laden. Thomas versucht auch zwischen den beiden zu vermitteln, er fühlt sich wohl hier. Mittlerweile ist Thomas’ Bruder Florian im Ort angekommen, da er wegen ihrer gemeinsamen Firma Rat sucht. Thomas möchte damit nichts mehr zu tun haben. Später können Florian und Sonja die Firma und das Haus der Eheleute gewinnbringend verkaufen.
Thomas träumt eines Nachts von seiner verstorbenen Tochter. Nachdem sie mehrmals fragt: „Darf ich gehen?“, lässt er sie gehen und findet so seinen Frieden. Als das nächste Weihnachtsfest in seinem Laden gefeiert wird, sind alle seine neu gewonnenen Freunde dabei. Nur seine Frau fehlt ihm. Sonja kommt plötzlich zur Tür hinein, eigentlich möchte sie nur kurz mit ihm sprechen. Doch sie bleibt und die beiden ziehen in Betracht, ein Haus in der Nähe zu kaufen und gemeinsam hier zu leben.

## Produktion
Der Film wurde vom 2. bis zum 22. September 2019 an der Ostseeküste und in der litauischen Hauptstadt Vilnius gedreht. Da der Film auch in Litauen gedreht wurde und kleine Nebenrollen mit einheimischen Darstellern besetzt wurden, sind diese synchronisiert worden. Meeresleuchten war der letzte Film des bekannten Charakterdarstellers Günter Lamprecht.
Autor und Regisseur Wolfgang Panzer arbeitete in jungen Jahren als Reporter bei der Schweizer Tagesschau und war hierbei in den 1970er Jahren auch an zwei Absturzstellen von Passagierflugzeugen im Einsatz. Dies habe ihn, so berichtet er in einem Interview, sehr geprägt. Später drehte er an der kanadischen Ostküste, ganz in der Nähe, wo am 2. September 1998 Swissair-Flug 111 in der Nacht ins Meer abstürzte. Später habe er von den Angehörigen über deren persönlichen Umgang mit dem Unglück erfahren, wie diese wieder ins Leben zurückfanden. Nach diesem Unglück habe Ian Shaw, Vater der bei diesem Absturz ums Leben gekommenen Staphanie Shaw, in unmittelbarer Nähe zum Absturzort ein zum Verkauf stehendes Cafe erworben und dieses zu einem Restaurant umgebaut. Für Panzer, der zehn Jahre lang keinen Film mehr realisiert hatte, sei Meeresleuchten ein sehr persönlicher Film.
Der Film wurde im Fernsehen erstmals am 17. Februar 2021 im Ersten ausgestrahlt.

## Rezeption

### Kritiken
Das Lexikon des internationalen Films bewertet den Film folgendermaßen: „Warmherziges Drama mit einem Mikrokomos (sic) sorgfältig entworfener Figuren und einer hervorragenden Besetzung.“
Thomas Gehringer vergibt für den Film insgesamt 5 von 6 Sternen in seiner Besprechung bei tittelbach.tv. Für ihn ist die Besetzung bis zu den kleineren Rollen hin überzeugend gelungen, in der „Inszenierung werden „kleine“ Figuren ganz groß“. Auf Betroffenheits-Pathos werde verzichtet, in der schnörkellosen Erzählweise habe sogar leiser Humor seinen Platz. Er lobt die zurückhaltende Spielweise von Ulrich Tukur. Insgesamt sei es ein „auf unspektakuläre, beiläufige Weise hoch emotionaler Film“.
Oliver Armknecht bewertet den Film in seiner Kritik auf film-rezensionen.de mit insgesamt 7 von 10 Punkten.

### Einschaltquoten
Die Erstausstrahlung von Meeresleuchten im Ersten am 17. Februar 2021 sahen in Deutschland 4,99 Millionen Zuschauer, was einem Marktanteil von 15,3 % entsprach.